# Lijst van senatoren uit New York

Zegel van de staat New York

Dit is een lijst van de senatoren voor de Amerikaanse staat New York. De senatoren voor New York zijn ingedeeld als Klasse I en Klasse III. De twee huidige senatoren voor New York zijn: Chuck Schumer senator sinds 1999 de (senior senator) en Kirsten Gillibrand senator sinds 2009 de (junior senator), beiden lid van de Democratische Partij. Schumer is daarnaast ook de partijleider van de Democratische Partij in de senaat.
Prominenten die hebben gediend als senator voor New York zijn onder anderen: Philip Schuyler (een prominent "Founding Father"), Aaron Burr (later vicepresident), John Hobart (later rechter voor het Hof van Beroep voor het circuit van New York), John Armstrong (later minister van Oorlog), Martin Van Buren (later president), Hamilton Fish (later minister van Buitenlandse Zaken), Robert F. Kennedy (eerder minister van Justitie), James Buckley (later rechter voor het Hof van Beroep voor het circuit van het District of Columbia), Pat Moynihan (prominent politicus en diplomaat), Hillary Clinton (genomineerd presidentskandidaat 2016 en eerder First Lady en later minister van Buitenlandse Zaken), Rufus King (genomineerd presidentskandidaat 1816), John Laurance (eerder rechter voor het Hof van Beroep voor het circuit van New York), DeWitt Clinton (genomineerd presidentskandidaat 1812), Nathan Sanford (genomineerd vicepresidentskandidaat 1824), William Marcy (later minister van Oorlog en Buitenlandse Zaken), John Adams Dix (later minister van Financiën), William Seward (later minister van Buitenlandse Zaken), Roscoe Conkling (prominent politicus), William Evarts (eerder minister van Justitie en Buitenlandse Zaken), Elihu Root (later minister van Oorlog en Buitenlandse Zaken en winnaar van de Nobelprijs voor de Vrede 1912), John Foster Dulles (later minister van Buitenlandse Zaken), Jacob Javits (prominent politicus) en Chuck Schumer (Democratisch partijleider in de senaat sinds 2017).
Acht senators voor New York zijn ook minister van Buitenlandse Zaken geweest: Martin Van Buren, Hamilton Fish, Hillary Clinton, William Marcy, William Seward, William Evarts, Elihu Root en John Foster Dulles.

## Klasse I
| Nr.    | Senator voor New York Senator from New York | Senator voor New York Senator from New York | Senator voor New York Senator from New York | Ambtstermijn      | Ambtstermijn     | Partij(en)   | Verkiezing(en) |
| ------ | ------------------------------------------- | ------------------------------------------- | ------------------------------------------- | ----------------- | ---------------- | ------------ | -------------- |
| 1      |                                             | Philip Schuyler                             | Philip Schuyler (1733–1804)                 | 25 juli 1789      | 4 maart 1791     | F            | 1789           |
| 2      |                                             | Aaron Burr                                  | Aaron Burr (1756–1836)                      | 4 maart 1791      | 4 maart 1797     | DR           | 1791           |
| 3      |                                             | Philip Schuyler                             | Philip Schuyler (1733–1804)                 | 4 maart 1797      | 3 januari 1798   | F            | 1797           |
| Vacant |                                             |                                             |                                             |                   |                  |              | 1797           |
| 4      |                                             | John Hobart                                 | John Hobart (1738–1805)                     | 11 januari 1798   | 16 april 1798    | F            | 1798 (1)       |
| Vacant |                                             |                                             |                                             |                   |                  |              | 1798 (1)       |
| 5      |                                             | William North                               | William North (1755–1836)                   | 5 mei 1798        | 18 augustus 1798 | F            | 1798 (1)       |
| 6      |                                             | James Watson                                | James Watson (1750–1806)                    | 18 augustus 1798  | 19 maart 1800    | F            | 1798 (2)       |
| Vacant |                                             |                                             |                                             |                   |                  |              | 1798 (2)       |
| 7      |                                             | Gouverneur Morris                           | Gouverneur Morris (1752–1816)               | 3 mei 1800        | 4 maart 1803     | F            | 1800           |
| 8      |                                             | Theodorus Bailey                            | Theodorus Bailey (1752–1816)                | 4 maart 1803      | 16 januari 1804  | DR           | 1803 (2)       |
| Vacant |                                             |                                             |                                             |                   |                  |              | 1803 (2)       |
| 9      |                                             | John Armstrong                              | John Armstrong (1758–1843)                  | 25 februari 1804  | 30 juni 1804     | DR           | 1804 (1)       |
| Vacant |                                             |                                             |                                             |                   |                  |              | 1804 (1)       |
| 10     |                                             | Samuel Mitchill                             | Samuel Mitchill (1764–1831)                 | 24 november 1804  | 4 maart 1809     | DR           | 1804 (2)       |
| 11     |                                             |                                             | Obadiah German (1766–1842)                  | 4 maart 1809      | 4 maart 1815     | DR           | 1809           |
| 12     |                                             | Nathan Sanford                              | Nathan Sanford (1777–1838)                  | 4 maart 1815      | 4 maart 1821     | DR           | 1815           |
| 13     |                                             | Martin Van Buren                            | Martin Van Buren (1782–1862)                | 4 maart 1821      | 20 december 1828 | DR (1821–28) | 1821           |
| 13     | 1827                                        | Martin Van Buren                            | Martin Van Buren (1782–1862)                | 4 maart 1821      | 20 december 1828 | DR (1821–28) |                |
| 13     | D (1828)                                    | Martin Van Buren                            | Martin Van Buren (1782–1862)                | 4 maart 1821      | 20 december 1828 |              |                |
| Vacant |                                             |                                             |                                             |                   |                  |              |                |
| 14     |                                             | Charles Dudley                              | Charles Dudley (1780–1841)                  | 15 januari 1829   | 4 maart 1833     | D            | 1829           |
| 15     |                                             | Nathaniel Tallmadge                         | Nathaniel Tallmadge (1795–1866)             | 4 maart 1833      | 4 maart 1839     | D            | 1833           |
| Vacant |                                             |                                             |                                             |                   |                  |              |                |
| (15)   |                                             | Nathaniel Tallmadge                         | Nathaniel Tallmadge (1795–1866)             | 27 januari 1840   | 17 juni 1844     | W            | 1839           |
| Vacant |                                             |                                             |                                             |                   |                  |              | 1839           |
| 16     |                                             | Daniel Dickinson                            | Daniel Dickinson (1800–1866)                | 10 december 1844  | 4 maart 1851     | D            | 1839           |
| 16     | D                                           | Daniel Dickinson                            | Daniel Dickinson (1800–1866)                | 10 december 1844  | 4 maart 1851     | 1845 (1)     |                |
| 16     | D                                           | Daniel Dickinson                            | Daniel Dickinson (1800–1866)                | 10 december 1844  | 4 maart 1851     | 1845 (2)     |                |
| 17     |                                             | Hamilton Fish                               | Hamilton Fish (1808–1893)                   | 1 december 1851   | 4 maart 1857     | W (1851–55)  | 1851           |
| 17     | R (1855–57)                                 | Hamilton Fish                               | Hamilton Fish (1808–1893)                   | 1 december 1851   | 4 maart 1857     |              | 1851           |
| 18     |                                             | Preston King                                | Preston King (1806–1865)                    | 4 maart 1857      | 4 maart 1863     | R            | 1857           |
| 19     |                                             | Edwin Morgan                                | Edwin Morgan (1811–1883)                    | 4 maart 1863      | 4 maart 1869     | R            | 1863           |
| 20     |                                             | Reuben Fenton                               | Reuben Fenton (1819–1885)                   | 4 maart 1869      | 4 maart 1875     | R            | 1869           |
| 21     |                                             | Francis Kernan                              | Francis Kernan (1816–1892)                  | 4 maart 1875      | 4 maart 1881     | D            | 1875           |
| 22     |                                             | Thomas Platt                                | Thomas Platt (1833–1910)                    | 4 maart 1881      | 16 mei 1881      | R            | 1881 (1)       |
| Vacant |                                             |                                             |                                             |                   |                  |              | 1881 (1)       |
| 23     |                                             | Warner Miller                               | Warner Miller (1838–1918)                   | 27 juli 1881      | 4 maart 1887     | R            | 1881 (2)       |
| 24     |                                             | Frank Hiscock                               | Frank Hiscock (1834–1914)                   | 4 maart 1887      | 4 maart 1893     | R            | 1887           |
| 25     |                                             | Edward Murphy                               | Edward Murphy (1836–1911)                   | 4 maart 1893      | 4 maart 1899     | D            | 1893           |
| 26     |                                             | Chauncey Depew                              | Chauncey Depew (1832–1928)                  | 4 maart 1899      | 4 maart 1911     | R            | 1899           |
| 26     | 1905                                        | Chauncey Depew                              | Chauncey Depew (1832–1928)                  | 4 maart 1899      | 4 maart 1911     | R            |                |
| Vacant |                                             |                                             |                                             |                   |                  |              |                |
| 27     |                                             | James O'Gorman                              | James O'Gorman (1860–1943)                  | 4 april 1911      | 4 maart 1917     | D            | 1911           |
| 28     |                                             | William Calder                              | William Calder (1869–1945)                  | 4 maart 1917      | 4 maart 1923     | R            | 1916           |
| 29     |                                             | Royal Copeland                              | Royal Copeland (1868–1938)                  | 4 maart 1923      | 17 juni 1938     | D            | 1922           |
| 29     | 1928                                        | Royal Copeland                              | Royal Copeland (1868–1938)                  | 4 maart 1923      | 17 juni 1938     | D            |                |
| 29     | 1934                                        | Royal Copeland                              | Royal Copeland (1868–1938)                  | 4 maart 1923      | 17 juni 1938     | D            |                |
| Vacant |                                             |                                             |                                             |                   |                  |              |                |
| 30     |                                             | James Mead                                  | James Mead (1885–1964)                      | 3 december 1938   | 3 januari 1947   | D            |                |
| 30     | D                                           | James Mead                                  | James Mead (1885–1964)                      | 3 december 1938   | 3 januari 1947   | 1938         |                |
| 30     | D                                           | James Mead                                  | James Mead (1885–1964)                      | 3 december 1938   | 3 januari 1947   | 1940         |                |
| 31     |                                             | Irving Ives                                 | Irving Ives (1896–1962)                     | 3 januari 1947    | 3 januari 1959   | R            | 1946           |
| 31     | 1952                                        | Irving Ives                                 | Irving Ives (1896–1962)                     | 3 januari 1947    | 3 januari 1959   | R            |                |
| 32     |                                             | Kenneth Keating                             | Kenneth Keating (1900–1975)                 | 3 januari 1959    | 3 januari 1965   | R            | 1958           |
| 33     |                                             | Robert F. Kennedy                           | Robert F. Kennedy (1925–1968)               | 3 januari 1965    | 6 juni 1968      | D            | 1964           |
| Vacant |                                             |                                             |                                             |                   |                  |              | 1964           |
| 34     |                                             | Charles Goodell                             | Charles Goodell (1926–1987)                 | 10 september 1968 | 3 januari 1971   | R            | 1964           |
| 35     |                                             | James Buckley                               | James Buckley (1923–2023)                   | 3 januari 1971    | 3 januari 1977   | C (1971–76)  | 1970           |
| 35     | R (1976–77)                                 | James Buckley                               | James Buckley (1923–2023)                   | 3 januari 1971    | 3 januari 1977   |              | 1970           |
| 36     |                                             | Pat Moynihan                                | Pat Moynihan (1927–2003)                    | 3 januari 1977    | 3 januari 2001   | D            | 1976           |
| 36     | 1982                                        | Pat Moynihan                                | Pat Moynihan (1927–2003)                    | 3 januari 1977    | 3 januari 2001   | D            |                |
| 36     | 1988                                        | Pat Moynihan                                | Pat Moynihan (1927–2003)                    | 3 januari 1977    | 3 januari 2001   | D            |                |
| 36     | 1994                                        | Pat Moynihan                                | Pat Moynihan (1927–2003)                    | 3 januari 1977    | 3 januari 2001   | D            |                |
| 37     |                                             | Jon Kyl                                     | Hillary Clinton (1947)                      | 3 januari 2001    | 20 januari 2009  | D            | 2000           |
| 37     | 2006                                        | Jon Kyl                                     | Hillary Clinton (1947)                      | 3 januari 2001    | 20 januari 2009  | D            |                |
| Vacant |                                             |                                             |                                             |                   |                  |              |                |
| 38     |                                             | Kirsten Gillibrand                          | Kirsten Gillibrand (1966)                   | 26 januari 2009   | heden            | D            |                |
| 38     | 2012                                        | Kirsten Gillibrand                          | Kirsten Gillibrand (1966)                   | 26 januari 2009   | heden            | D            |                |
| 38     | 2018                                        | Kirsten Gillibrand                          | Kirsten Gillibrand (1966)                   | 26 januari 2009   | heden            | D            |                |
| 38     | 2024                                        | Kirsten Gillibrand                          | Kirsten Gillibrand (1966)                   | 26 januari 2009   | heden            | D            |                |

## Klasse III
| Nr.    | Senator voor New York Senator from New York | Senator voor New York Senator from New York | Senator voor New York Senator from New York | Ambtstermijn     | Ambtstermijn     | Partij(en)  | Verkiezing(en) |
| ------ | ------------------------------------------- | ------------------------------------------- | ------------------------------------------- | ---------------- | ---------------- | ----------- | -------------- |
| 1      |                                             | Rufus King                                  | Rufus King (1755–1827)                      | 25 juli 1789     | 22 mei 1796      | F           | 1789           |
| 1      | 1795                                        | Rufus King                                  | Rufus King (1755–1827)                      | 25 juli 1789     | 22 mei 1796      | F           |                |
| Vacant |                                             |                                             |                                             |                  |                  |             |                |
| 2      |                                             | John Laurance                               | John Laurance (1750–1810)                   | 8 december 1796  | 1 augustus 1800  | F           | 1796           |
| Vacant |                                             |                                             |                                             |                  |                  |             | 1796           |
| 3      |                                             | John Armstrong                              | John Armstrong (1758–1843)                  | 8 januari 1801   | 6 februari 1802  | DR          | 1800           |
| 3      | 1801                                        | John Armstrong                              | John Armstrong (1758–1843)                  | 8 januari 1801   | 6 februari 1802  | DR          |                |
| Vacant |                                             |                                             |                                             |                  |                  |             |                |
| 4      |                                             | DeWitt Clinton                              | DeWitt Clinton (1769–1828)                  | 23 februari 1802 | 3 november 1803  | DR          | 1802           |
| Vacant |                                             |                                             |                                             |                  |                  |             | 1802           |
| 5      |                                             | John Armstrong                              | John Armstrong (1758–1843)                  | 7 december 1803  | 22 februari 1804 | DR          | 1802           |
| 6      |                                             | John Smith                                  | John Smith (1752–1816)                      | 22 februari 1804 | 4 maart 1813     | DR          | 1804           |
| 6      | 1807                                        | John Smith                                  | John Smith (1752–1816)                      | 22 februari 1804 | 4 maart 1813     | DR          |                |
| 7      |                                             | Rufus King                                  | Rufus King (1755–1827)                      | 4 maart 1813     | 4 maart 1819     | F           | 1813           |
| Vacant |                                             |                                             |                                             |                  |                  |             |                |
| (7)    |                                             | Rufus King                                  | Rufus King (1755–1827)                      | 25 januari 1820  | 4 maart 1825     | F           | 1819           |
| Vacant |                                             |                                             |                                             |                  |                  |             |                |
| 8      |                                             | Nathan Sanford                              | Nathan Sanford (1777–1838)                  | 31 januari 1826  | 4 maart 1831     | NR          | 1825           |
| 9      |                                             | William Marcy                               | William Marcy (1786–1857)                   | 4 maart 1831     | 1 januari 1833   | D           | 1831           |
| Vacant |                                             |                                             |                                             |                  |                  |             | 1831           |
| 10     |                                             | Silas Wright                                | Silas Wright (1795–1847)                    | 13 januari 1833  | 26 november 1844 | D           | 1833           |
| 10     | 1837                                        | Silas Wright                                | Silas Wright (1795–1847)                    | 13 januari 1833  | 26 november 1844 | D           |                |
| 10     | 1843                                        | Silas Wright                                | Silas Wright (1795–1847)                    | 13 januari 1833  | 26 november 1844 | D           |                |
| Vacant |                                             |                                             |                                             |                  |                  |             |                |
| 11     |                                             | Henry Foster                                | Henry Foster (1800–1889)                    | 30 november 1844 | 27 januari 1845  | D           |                |
| 12     |                                             | John Adams Dix                              | John Adams Dix (1798–1879)                  | 27 januari 1845  | 4 maart 1849     | D           | 1845           |
| 13     |                                             | William Seward                              | William Seward (1801–1872)                  | 4 maart 1849     | 4 maart 1861     | W (1849–55) | 1848           |
| 13     | 1855                                        | William Seward                              | William Seward (1801–1872)                  | 4 maart 1849     | 4 maart 1861     | W (1849–55) |                |
| 13     | R (1855–61)                                 | William Seward                              | William Seward (1801–1872)                  | 4 maart 1849     | 4 maart 1861     |             |                |
| 14     |                                             | Ira Harris                                  | Ira Harris (1802–1875)                      | 4 maart 1861     | 4 maart 1885     | R           | 1861           |
| 15     |                                             | Roscoe Conkling                             | Roscoe Conkling (1829–1888)                 | 4 maart 1867     | 16 mei 1881      | R           | 1867           |
| 15     | 1873                                        | Roscoe Conkling                             | Roscoe Conkling (1829–1888)                 | 4 maart 1867     | 16 mei 1881      | R           |                |
| 15     | 1879                                        | Roscoe Conkling                             | Roscoe Conkling (1829–1888)                 | 4 maart 1867     | 16 mei 1881      | R           |                |
| Vacant |                                             |                                             |                                             |                  |                  |             |                |
| 16     |                                             | Elbridge Lapham                             | Elbridge Lapham (1814–1890)                 | 30 juli 1881     | 4 maart 1885     | R           | 1881           |
| 17     |                                             | William Evarts                              | William Evarts (1818–1901)                  | 4 maart 1885     | 4 maart 1891     | R           | 1885           |
| Vacant |                                             |                                             |                                             |                  |                  |             |                |
| 18     |                                             | David Hill                                  | David Hill (1843–1910)                      | 7 januari 1892   | 4 maart 1897     | D           | 1891           |
| 19     |                                             | Thomas Platt                                | Thomas Platt (1833–1910)                    | 4 maart 1897     | 4 maart 1909     | R           | 1914           |
| 19     | 1920                                        | Thomas Platt                                | Thomas Platt (1833–1910)                    | 4 maart 1897     | 4 maart 1909     | R           |                |
| 20     |                                             | Elihu Root                                  | Elihu Root (1845–1937)                      | 4 maart 1909     | 4 maart 1915     | R           | 1909           |
| 21     |                                             | James Wadsworth II                          | James Wadsworth II (1877–1952)              | 4 maart 1915     | 4 maart 1927     | R           | 1914           |
| 21     | 1920                                        | James Wadsworth II                          | James Wadsworth II (1877–1952)              | 4 maart 1915     | 4 maart 1927     | R           |                |
| 22     |                                             | Robert Ferdinand Wagner sr.                 | Robert Ferdinand Wagner sr. (1877–1953)     | 4 maart 1927     | 28 juni 1949     | D           | 1926           |
| 22     | 1932                                        | Robert Ferdinand Wagner sr.                 | Robert Ferdinand Wagner sr. (1877–1953)     | 4 maart 1927     | 28 juni 1949     | D           |                |
| 22     | 1938                                        | Robert Ferdinand Wagner sr.                 | Robert Ferdinand Wagner sr. (1877–1953)     | 4 maart 1927     | 28 juni 1949     | D           |                |
| 22     | 1944                                        | Robert Ferdinand Wagner sr.                 | Robert Ferdinand Wagner sr. (1877–1953)     | 4 maart 1927     | 28 juni 1949     | D           |                |
| Vacant |                                             |                                             |                                             |                  |                  |             |                |
| 23     |                                             | John Foster Dulles                          | John Foster Dulles (1888–1959)              | 7 juli 1949      | 9 november 1949  | R           |                |
| 24     |                                             | Herbert Lehman                              | Herbert Lehman (1878–1963)                  | 9 november 1949  | 3 januari 1957   | D           | 1949           |
| 24     | 1950                                        | Herbert Lehman                              | Herbert Lehman (1878–1963)                  | 9 november 1949  | 3 januari 1957   | D           |                |
| Vacant |                                             |                                             |                                             |                  |                  |             |                |
| 25     |                                             | Jacob Javits                                | Jacob Javits (1904–1986)                    | 9 januari 1957   | 3 januari 1981   | R (1957–80) | 1956           |
| 25     | 1962                                        | Jacob Javits                                | Jacob Javits (1904–1986)                    | 9 januari 1957   | 3 januari 1981   | R (1957–80) |                |
| 25     | 1968                                        | Jacob Javits                                | Jacob Javits (1904–1986)                    | 9 januari 1957   | 3 januari 1981   | R (1957–80) |                |
| 25     | 1974                                        | Jacob Javits                                | Jacob Javits (1904–1986)                    | 9 januari 1957   | 3 januari 1981   | R (1957–80) |                |
| 25     | L (1980–81)                                 | Jacob Javits                                | Jacob Javits (1904–1986)                    | 9 januari 1957   | 3 januari 1981   |             |                |
| 26     |                                             | Al D'Amato                                  | Al D'Amato (1937)                           | 3 januari 1981   | 3 januari 1999   | R           | 1980           |
| 26     | 1986                                        | Al D'Amato                                  | Al D'Amato (1937)                           | 3 januari 1981   | 3 januari 1999   | R           |                |
| 26     | 1992                                        | Al D'Amato                                  | Al D'Amato (1937)                           | 3 januari 1981   | 3 januari 1999   | R           |                |
| 27     |                                             | Chuck Schumer                               | Chuck Schumer (1950)                        | 3 januari 1999   | heden            | D           | 1998           |
| 27     | 2004                                        | Chuck Schumer                               | Chuck Schumer (1950)                        | 3 januari 1999   | heden            | D           |                |
| 27     | 2010                                        | Chuck Schumer                               | Chuck Schumer (1950)                        | 3 januari 1999   | heden            | D           |                |
| 27     | 2016                                        | Chuck Schumer                               | Chuck Schumer (1950)                        | 3 januari 1999   | heden            | D           |                |
| 27     | 2022                                        | Chuck Schumer                               | Chuck Schumer (1950)                        | 3 januari 1999   | heden            | D           |                |

Alabama: Tuberville (R) · Britt (R)
Alaska: Murkowski (R) · Sullivan (R)
Arizona: Kelly (D) · Gallego (D)
Arkansas: Boozman (R) · Cotton (R)
Californië: Padilla (D) · Schiff (D)
Colorado: Bennet (D) · Hickenlooper (D)
Connecticut: Blumenthal (D) · Murphy (D)
Delaware: Coons (D) · Blunt Rochester (D)
Florida: R. Scott (R) · Moody (R)
Georgia: Ossoff (D) · Warnock (D)
Hawaï: Schatz (D) · Hirono (D)
Idaho: Crapo (R) · Risch (R)
Illinois: Durbin (D) · Duckworth (D)
Indiana: Young (R) · Banks (R)
Iowa: Grassley (R) · Ernst (R)
Kansas: Moran (R) · Marshall (R)
Kentucky: McConnell (R) · Paul (R)
Louisiana: Cassidy (R) · Kennedy (R)
Maine: Collins (R) · King (O)
Maryland: Van Hollen (D) · Alsobrooks (D)
Massachusetts: Warren (D) · Markey (D)
Michigan: Peters (D) · Slotkin (D)
Minnesota: Klobuchar (D) · Smith (D)
Mississippi: Wicker (R) · Hyde-Smith (R)
Missouri: Hawley (R) · Schmitt (R)
Montana: Daines (R) · Sheehy (R)
Nebraska: Fischer (R) · Ricketts (R)
Nevada: Cortez Masto (D) · Rosen (D)
New Hampshire: Shaheen (D) · Hassan (D)
New Jersey: Booker (D) · Kim (D)
New Mexico: Heinrich (D) · Luján (D)
New York: Schumer (D) · Gillibrand (D)
North Carolina: Tillis (R) · Budd (R)
North Dakota: Hoeven (R) · Cramer (R)
Ohio: Moreno (R) · Husted (R)
Oklahoma: Lankford (R) · Mullin (R)
Oregon: Wyden (D) · Merkley (D)
Pennsylvania: Fetterman (D) · McCormick (R)
Rhode Island: Reed (D) · Whitehouse (D)
South Carolina: Graham (R) · T. Scott (R)
South Dakota: Thune (R) · Rounds (R)
Tennessee: Blackburn (R) · Hagerty (R)
Texas: Cornyn (R) · Cruz (R)
Utah: Lee (R) · Curtis (R)
Vermont: Sanders (O) · Welch (D)
Virginia: Warner (D) · Kaine (D)
Washington: Murray (D) · Cantwell (D)
West Virginia: Moore Capito (R) · Justice (R)
Wisconsin: Johnson (R) · Baldwin (D)
Wyoming: Barrasso (R) · Lummis (R)
(D): Democraat · (R): Republikein · (O): Onafhankelijk